# Alfred Wegener
Alfred Lothar Wegener (ur. 1 listopada 1880 w Berlinie, zm. w listopadzie 1930 na Grenlandii) – niemiecki geofizyk, znany współcześnie dzięki teorii wędrówek kontynentów, nazywanej też teorią Wegenera.

## Życiorys
Alfred Lothar Wegener był najmłodszym z pięciorga dzieci w rodzinie pastora. Jego ojcem był Richard Wegener (1843–1917), teolog i nauczyciel języków starożytnych w Gymnasium zum Grauen Kloster w Berlinie. Jeden z jego braci, Paul Wegener, został aktorem.
Po zdaniu egzaminu maturalnego od 1900 do 1904 roku studiował fizykę, meteorologię i astronomię na uczelniach w Berlinie, Heidelbergu oraz Innsbrucku. Doktoryzował się z astronomii w 1905 roku u Juliusa Bauschingera na Uniwersytecie w Berlinie. Pierwszą pracę podjął w tym samym roku jako asystent w nowo powołanym Obserwatorium Aeronautycznym (Königlich-Preußische Aeronautische Observatorium) w Lindenberg koło Beeskow. W latach 1906–1908 odbył swoją pierwszą podróż na Grenlandię jako uczestnik duńskiej wyprawy, prowadzonej przez Ludviga Myliusa-Erichsena. Po powrocie otrzymał stanowisko „privatdozenta” i wykładowcy meteorologii, astronomii praktycznej oraz fizyki kosmicznej na Uniwersytecie Philipsa w Marburgu. W latach 1909/10 pracował nad swoją książką „Thermodynamik der Atmosphäre” (Termodynamika atmosfery), w której wykorzystał m.in. liczne wyniki wyprawy na Grenlandię.
Jeszcze przed I wojną światową opublikował pracę o wędrówce kontynentów na podstawie analizy linii brzegowej kontynentów położonych po obu stronach Atlantyku, choć nie był w stanie wyjaśnić mechanizmu umożliwiającego dryf. Później zainteresował się meteorologią.
W 1919 Wegener został mianowany szefem Oddziału Badań Meteorologicznych w Deutsche Seewarte w Hamburgu, dlatego rodzina Wegenerów przeniosła się do tego miasta. W 1921 roku został mianowany profesorem nadzwyczajnym na niedawno (1919) założonym Uniwersytecie w Hamburgu. Trzy lata później, w 1924, Wegener otrzymał samodzielną katedrę w dziedzinie meteorologii i geofizyki na Uniwersytecie Karola i Franciszka w Grazu w Austrii. Tam zwrócił swe zainteresowania w stronę fizyki i optyki atmosfery, a także badań trąb powietrznych i cyklonów. Dzięki swoim zainteresowaniem sportami balonowymi stał się prekursorem badań mas powietrza za pomocą balonów meteorologicznych. Jego wykłady z termodynamiki atmosfery stały się klasycznym podręcznikiem pierwszej połowy XX wieku.
Po pierwszej wojnie światowej Wegener brał jeszcze udział w trzech ekspedycjach na Grenlandię, gdzie badał polarną cyrkulację powietrza. Dokonał wówczas też wielu cennych obserwacji glacjologicznych. Zginął w trakcie ostatniej z nich podczas burzy śnieżnej.

## Dzieła
- Thermodynamik der Atmosphäre (1911)
- Die Entstehung der Kontinente und Ozeane (1915)
- Die Klimate der geologischen Vorzeit (1924, wraz z W. von Köppenem)
- Mit Motorboot und Schlitten in Grönland (1930)